# Фаддеев, Фёдор Иванович
Фёдор Иванович Фаддеев (1892, Семёново (Курская область), Рыльский уезд, Курская губерния — 10 марта 1939, Москва, СССР) — советский партийный и государственный деятель. Активный участник борбы за Советскую власть в Кабардино-Балкарии. Депутат Верховного Совета СССР 1-го созыва. Репрессирован. Реабилитирован 25 марта 1955 года, определением Военной коллегии Верховного суда СССР.

## Биография
- до 1917 года — батрак, участник первой мировой войны[4].
- март 1918 — секретарь финансового отдела Нальчикского окружного народного совета
- декабрь 1918 — председатель Нальчикского окружного исполнительного комитета
- 9 декабря 1922 — облпродкомиссар
- 1922—1929 — уполномоченный Кабардино-Балкарской конторы «Хлебпродукт», заведующий областным финансовым отделом и областным земельным управлением.
- 1929—1933 — начальник кукурузно-сахарно-паточного строительства в Армавире
- 1933—1938 — начальник областного земельного управления, затем нарком земледелия Кабардино-Балкарской АССР
- 1937 — депутат Верховного Совета СССР 1-го созыва.
- 13 ноября 1938 г. — арестован
- 10 марта 1939 г. — приговорен ВКВС СССР к расстрелу по обвинению в участии в контрреволюционной диверсионно-террористической организации. Расстрелян в этот же день. Похоронен на Донском кладбище, могила 1.